# 許潛
許潛（1438年—?），直隸應天府貴池縣人，民籍，明朝政治人物。進士出身。

## 生平
早年出身國子生，應天府鄉試第五十一名。成化十四年（1478年）戊戌科會試第二百十二名，殿試登進士第三甲第七十二名。

## 家族
曾祖父許榮一。祖父許瑢。父許囗。母楊氏。慈侍下。兄清、明。弟高、廣、學。娶賁氏。